# Guy Cuevas
Pour les articles homonymes, voir Cuevas.

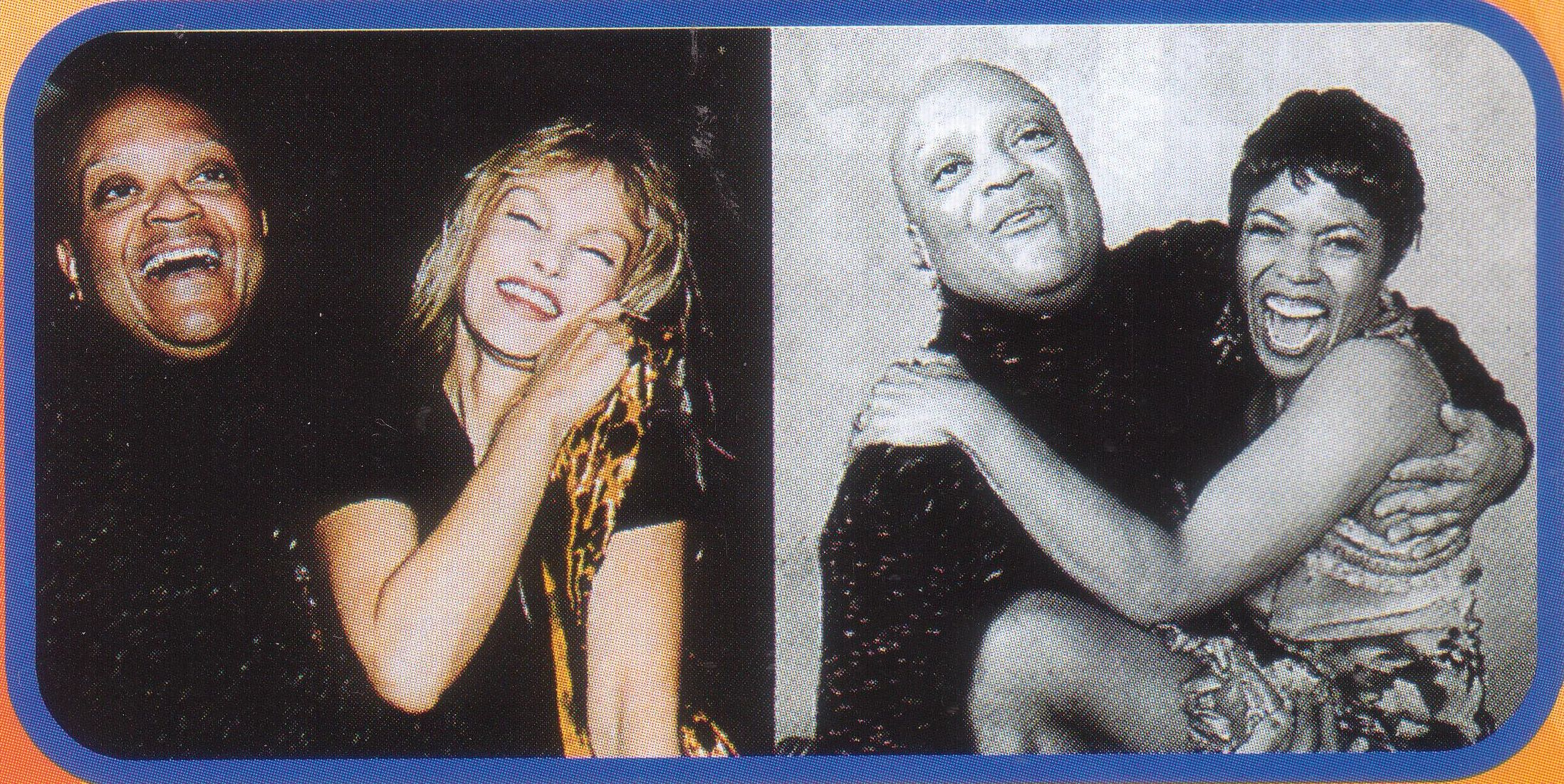
Guy Cuevas avec Arielle Dombasle et avec Dee Dee Bridgewater lors d'une soirée au « Barrio Latino ».

Guy Cuevas (de son vrai nom Guillermo Cuevas Carrión), est un écrivain, musicien et comédien né en 1945 à La Havane (Cuba). Disc jockey attitré de Fabrice Emaer (Le Palace), il fut un promoteur de la musique disco en France dans les années 1970-1980. 

## Débuts
Guillermo Cuevas Carrión suivait les cours d'un atelier de dramaturgie au Théâtre national de Cuba quand son premier livre de nouvelles, Ni un Sí, ni un No, est publié par Ediciones El Puente (Éditions Le Pont).
En 1964, il émigre en France, où il continue à écrire. Il commence sa carrière de DJ au Cherry Lane, un petit club de Saint-Germain-des-Prés. 
En 1971, Guy Cuevas est débauché par Claude Aurensan, un ami et un collaborateur de Fabrice Emaer, qui l'entraîne au Sept.

## Le Sept
Le Club Sept (« le Sept ») était au centre du quartier gay de l’époque, proche du Palais-Royal. Situé au 7 rue Sainte-Anne, le club possédait un restaurant au rez-de-chaussée et une minuscule piste au sous-sol.
« La décoration était simple mais brillante : des murs en miroirs et un plafond recouvert de néons multicolores qui flashaient au rythme de la musique. Car ce qui rendait le Sept si particulier, c’était la qualité de sa musique. Si le Colony se spécialisait dans la new wave, le Sept était déjà l’épicentre de la disco, avec le DJ Guy Cuevas aux platines. Ce n’était donc pas vraiment un club de drague, plutôt un rendez-vous « jet set ». »
Là, avec de vraies platines, Cuevas adapte sa programmation avec beaucoup de musique « black » américaine, des productions sud-américaines, « sans oublier parfois des trucs pas du tout dansant, comme Marilyn Monroe ou des bruits d'oiseaux, du tam tam, tout ce que me passait par la tête. »
Il aimait « casser les rythmes, surprendre, innover, oser, violer même les oreilles. » Il passait ses journées à écouter des disques dans le magasin Chez Givaudan, découvrir et mémoriser les meilleurs morceaux. Le soir, il passait les imports et les nouveautés. Il reste précurseur en France du disco vers 1977 et précise : « j'étais plutôt Tamla Motown, Stax, son de Détroit. Mais le disco s'est vite imposé cette année-là comme le noyau dur du Sept ».
Paquita Paquin écrit qu'« en fin de soirée, il nous fait parfois la grâce d'accéder à nos requêtes en matière de musique, sinon il nous explique l'équilibre, la montée en puissance, le rythme qu'il cherche à obtenir avec sa programmation dans laquelle nos éternel tubes n'ont pas forcément leur place. Guy Cuevas est un génie. »
À cette même époque, Guy Cuevas fait deux défilés de mode et ouvre sa boutique Gui Cuevas-Carrion, rue du Pré aux Clercs à Paris 7, et créé des musiques pour des défilés de mode : Yves Saint Laurent, Montana, Jean Claude de Luca, Patrick Kelly, Jill Sander et surtout Kenzo.
Quand le Sept devint réputé, entre autres pour la qualité de son DJ, et que la foule fut plus nombreuse à se presser à ses portes, il devint nécessaire pour Fabrice Emaer de voir plus grand.

## Le Palace
Le Palace était un vieux théâtre classé (tous les grands noms de la chanson française de l’après-guerre s’y étaient produits), qui était devenu, au fil des ans, un vieux cinéma de quartier un peu insalubre. 
Cherchant un endroit pour offrir la réponse française au mythique Studio 54, Emaer, soutenu par des gens haut placés, décroche le théâtre du Faubourg Montmartre et commence les travaux. 
Cuevas se rendra plusieurs fois à New York pour étudier le Studio 54. « Concernant la programmation générale du DJ, j'ai été marqué par son choix systématiquement efficace et commercial. Il proposait avant tout ce que les gens attendaient, ce qui était à la mode. Et ce qui l'était c'était le disco ! Quand le Palace s'est ouvert, en mars 1978... j'ai joué aussi la carte de tous les succès discos. »
La soirée d’ouverture sera le reflet de l’avènement de la disco. La copine de Cuevas, Grace Jones, apparut entourée de fumigènes et de lumières roses, et chanta La Vie en rose sur une Harley-Davidson rose. Au Palace, Cuevas joue Donna Summer, les Village People, les Bee Gees, mais toujours avec les perles inconnues. Il glisse soudainement au milieu d'un morceau un extrait d'autre chose, comme les sons d'hélicoptère de la bande originale du film Apocalypse Now, ou un morceau de Vivaldi.
Pour Cuevas, le Palace était moins amusant que le Sept. « C'était tellement répétitif à mes oreilles que je devais lutter contre un certain ennui. J'avais envie de créer, d'inventer, pas de mettre toujours les mêmes tubes sur mes platines. » Il se dit isolé dans sa cabine, seul au milieu d'une foule importante et impersonnelle.
Après plusieurs mois comme hôte du Privilège (un restaurant/discothèque « VIP » situé sous le Palace) en compagnie de Paquita Paquin, il quitte le Palace en 1981.

## Après le Palace
Guy Cuevas enregistre trois disques, en tant que chanteur, comme Ebony Games, Obsession, et Gallo Negro, et jouera dans des films.
Il sera directeur artistique des Bains Douches et du Barrio Latino.  Il travaille aussi au Niel's, une discothèque à Paris.
Cuevas commence à perdre la vue en 1979 pour devenir complétement aveugle en 1994.

## Publications
- Ni un Sí, ni un No, Ediciones El Puente.

## Filmographie
- 1970 : Solo de Jean-Pierre Mocky
- 1974 : Une baleine qui avait mal aux dents de Jacques Bral : un invité à un repas
- 1977 : La Nuit de Saint-Germain-des-Prés de Bob Swaim : Memphis Slim, trompettiste de Jazz
- 1984 : Un été d'enfer de Michael Schock : patron d'un boîte de nuit louche
- 1985 : Le Diamant du Nil (The Jewel of the Nile) de Lewis Teague : Le Vasseur, le capitaine français des pirates
- 1986 : Les Frères Pétard de Hervé Palud : l'Égyptien dans la boîte de nuit recréée dans la Station de Métro désaffectée La Muette
- 1986 : Paris minuit de Frédéric Andréi : chauffeur de taxi énervé
- 1986 : Under the Cherry Moon de Prince : garde du corps de Mary Sharon
- 1988 : Ne réveillez pas un flic qui dort de José Pinheiro : Bessoni, un caïd de la prostitution
- 1993 : L'Enfant lion de Patrick Grandperret : un eunuque
- 1994 : Néfertiti, la fille du soleil de Guy Gilles : Min
- 1994 : Cómo ser infeliz y disfrutarlo de Enrique Urbizu : un couturier
- 1994 : Parfum de meurtre (Target of Suspicion) de Bob Swaim (TV Canal+) : portier de boîte de nuit
- 1998 : Les Infortunes de la beauté de John Lvoff : marabout africain
- 1988 : Frantic de Roman Polanski : joue son propre rôle d'animateur des « Bains Douches » qui s'appelle « Blue Parrot » dans le film, décor recréé en studio
- 2014 : Yves Saint Laurent de Jalil Lespert : collaboration pour des suggestions sur la musique qui allait illustrer les scènes qui se passent au "Club 7"

## À la télévision
- Cinéma, feuilleton de télévision de Claude Barma pour TF1, avec Alain Delon, Jean-Claude Dreyfus (Guy joue son propre rôle d’animateur des « Bains Douches »)
- Nouvel An 1981 sur TF1 présenté par Yves Mourousi depuis le «  Privilège » avec des clips choisis par Guy Cuevas
- Du Côté de chez Fred de Frédéric Mitterrand sur Antenne 2 (1990), participation à deux émissions avec des invités prestigieux, comme Grace Jones, Kenzo, Azzedine Alaïa, Caroline Loeb, Marucha Bo, Laetitia  Scherrer, Hubert Boukobza ...
- Deux ans à commenter l’actualité musicale en disques chaque semaine dans Bains de Minuit de Thierry Ardisson sur La Cinq
- Premier numéro de Lunettes noires pour nuits blanches de Thierry Ardisson sur Antenne 2

- Deux interventions dans Les Enfants du rock de Manœuvre et Dionnet.

## Discographie
- Ebony Game (7"), Gaumont musique, 1981
- Obsession[9] (12"), Island Records, 1982
- Gallo Negro (12"), Island Records, 1984
- Funky Nassau, The Compass Point Story 1980-1986 (CD)
- Obsession (Nassau Mix), Strut, 2008
- Acoustic Boogie EP (12", EP), Ebony Games, Tracky Bottoms, 2008

## Autobiographie
1973 à  1977 : Dans le même temps que j’exerçais comme disc-jockey au Club 7, rue Sainte-Anne à Paris : 
- Crée les costumes pour Bernadette Lafont dans "Vincent mît l’âne dans un pré" de Pierre Zucca avec Fabrice Luchini, Michel Bouquet.

1978 : En même temps que l’ouverture du "Théâtre Le Palace", "Un été d’Enfer" de Michael Schock avec Thierry Lhermitte, Véronique Jeannot, Annabelle Mouloudji
1981 : Émission de Télévision de Nouvel An sur TF1 avec des clips choisis par moi, co-animée par Yves Mourousi depuis "Le Privilège". 
Trois singles "12 inches" pour la maison "Island" :
- "Ebony Game" avec couverture de Alice Springs (latin-jazz-soul)
- "Obsession" avec couverture de Jean-Paul Goude, portrait en pleine-Lune éclaté, remixé à  Nassau par François Kervorkian.
- "Gallo Negro" ingénieur du son Hervé Le Coz, couverture de Jean-Paul Goude et son célèbre Monsieur Poulet.
- Compilation de World Music de Radio Nova, ma chanson reprise "Bo Mambo" d’Yma Sumac produit par Hervé Le Coz et Martin Meissonnier.

1985 à  1989 : 
- "Cinéma", feuilleton de télévision de Claude Barma pour TF1 : avec Alain Delon, Jean Claude Dreyfuss (je joue mon rôle d’animateur des "Bains Douches")
- Deux ans à commenter l’actualité musicale de disques chaque semaine dans "Bains de Minuit" et puis, plus tard, le premier numéro de "Lunettes Noires pour Nuit Blanches" auprès de Thierry Ardisson. Chaque intervention était tournée comme un mini-film, un mini sketch, j’étais donc le "Chouchou de la semaine".
- Quelques télés en jouant le trompettiste auprès de Julien Clerc dans des pays étrangers, mais aussi dans l'émission "Champs-Élysées" de Michel Drucker. Son reggae s’appelait "Hélène".

1990 : 
- Frédéric Mitterrand consacre deux émissions de "Du Côté de chez Fred", pour Antenne 2 avec des invités comme Grace Jones, Kenzo, Azzedine Alaïa, Caroline Loeb, Marucha Bo, Laetitia Scherrer, Hubert Boukobza, Tarak Ben Amar.
- Deux interventions dans "Les Enfants du Rock" de Manœuvre et Dionnet.(en Juge Capello).

1992 : 
- "Nefertiti" de Guy Gilles avec Ben Gazzara, Antonella Lualdi, tourné en Lituanie (je joue un eunuque). Les décors de ce film ont ensuite servi au tournage d'un péplum pornographique.

Au même moment que le "Club 7" j’ai fait deux défilés de mode et l’on a ouvert ma boutique "Gui Cuevas-Carrion", 11 rue du Pré aux Clercs à Paris 6.
Créé la musique pour des défilés de Mode : Yves Saint-Laurent, Montana, Jean Claude de Luca, Patrick Kelly et surtout Kenzo, pendant trente ans.
2013 : 
Collaboration au film "Yves St. Laurent" de Jalil Lespert. Des suggestions sur la musique qui allait illustrer les scènes qui se passent au "Club 7". Nous avons beaucoup écouté avec Jeff Génie, superviseur musical. Tourné à "L’Aventure", avenue Victor-Hugo, Paris  16, en août 2013. 
Posé pour des Publicités, comme la campagne "ça va les Chevilles ?" de Dim, (Photo : Frank Horvat), "l’Eau folle" de Guy Laroche, photo de Alice Springs en Chef de Cuisine avec la bellisima Beth Todd. 
De nombreuses collaborations avec Jean Paul Goude, son « Monsieur Poulet » qui était dans la Pub Lee Cooper et le clip "Slave to the Rythm" de Grace Jones. La campagne "Le Pouvoir de dire Oui" du Crédit Lyonnais, et pour la marque Canon. 
Des nombreux livres qui parlent de mon travail de DJ ou avec des chapitres qui portent mon nom comme "The Beautiful Fall" de Alicia Drake.